# Grote Prijs van Fourmies
De Grote Prijs van Fourmies (Frans: Grand Prix de Fourmies) is een eendaagse wielerwedstrijd van 200 km die wordt verreden in en om het Noord-Franse Fourmies. De wedstrijd werd voor het eerst verreden in 1928. In 1936 kende de wedstrijd twee halve etappes en in de jaren 1960, 1961, 1962, 1972 en 1973 twee etappes. Sinds 2005 maakt de GP Fourmies deel uit van de continentale circuits van de UCI, de UCI Europe Tour. Daarnaast telt de wedstrijd mee voor de Coupe de France.

## Lijst van winnaars

### Meervoudige winnaars
| Overwinningen | Renner                 | Land                | Jaren            |
| ------------- | ---------------------- | ------------------- | ---------------- |
| 3             | Albert Barthélémy      | Frankrijk           | 1928, 1929, 1930 |
| 3             | Jean-Luc Vandenbroucke | België              | 1976, 1977, 1979 |
| 2             | Gabriel Dubois         | Frankrijk           | 1937, 1938       |
| 2             | Jozef Lieckens         | België              | 1981, 1986       |
| 2             | Max Sciandri           | Verenigd Koninkrijk | 1993, 1995       |
| 2             | Andrea Tafi            | Italië              | 1994, 1997       |
| 2             | Romain Feillu          | Frankrijk           | 2009, 2010       |
| 2             | Nacer Bouhanni         | Frankrijk           | 2013, 2017       |
| 2             | Pascal Ackermann       | Duitsland           | 2018, 2019       |

### Overwinningen per land
| Overwinningen | Land                                                        |
| ------------- | ----------------------------------------------------------- |
| 33            | Frankrijk                                                   |
| 24            | België                                                      |
| 8             | Italië                                                      |
| 6             | Nederland                                                   |
| 5             | Duitsland                                                   |
| 4             | Australië                                                   |
| 3             | Verenigd Koninkrijk                                         |
| 1             | Denemarken, Kazachstan, Polen, Rusland, Slovenië, Slowakije |

## Vrouwen
Vanaf 2019 wordt er ook een ronde voor vrouwen verreden onder de naam GP de Fourmies / La Voix du Nord. De eerste winnares was de Vietnamese Nguyễn Thị Thật. In 2020 werd de wedstrijd niet verreden vanwege de coronapandemie. In 2021 ging de wedstrijd verder onder de naam La Choralis Fourmies Féminine.

### Overwinningen per land
| Overwinningen | Land                                                   |
| ------------- | ------------------------------------------------------ |
| 1             | Frankrijk, Italië, Polen, Verenigd Koninkrijk, Vietnam |

Schwalbe Women's One Day Classic · 
Ronde van Valencia · 
Wielerweek van Valencia · 
GP Oetingen · 
Nokere Koerse · 
Dwars door Vlaanderen · 
Brabantse Pijl · 
Clásica Féminas de Navarra · 
Veenendaal-Veenendaal Classic · 
Ronde van Thüringen · 
GP Fourmies · 
Grote Prijs van Stuttgart · 
Ronde van Emilia · 
GP Ciudad de Eibar · 
Ronde van de Drie Valleien